# Nakhitchevan-sur-le-Don
Nakhitchevan-sur-le-Don (en russe : Нахичевань-на-Дону, Nakhitchevan-na-Donou), également connu sous le nom de Nor Nakhitchevan (en arménien : Նոր Նախիջևան, littéralement « Nouveau Nakhitchevan », par opposition à la « vieille » ville de Nakhitchevan), était une ville  du sud de la Russie, peuplée d'Arméniens. Fondée en 1778, elle est indépendante jusqu'en 1928 où elle devient un district de la ville de Rostov-sur-le-Don. 

## Histoire
En 1778, la Grande Catherine invite les marchands arméniens de la Crimée à venir s'installer en Russie dans le but d'assurer le peuplement des steppes et de soutenir l'économie du Sud tout en affaiblissant le khan de Crimée. Après avoir déménagé dans la région, ils ont établi un peuplement sur le Don, qu'ils nommèrent « Nor Nakhitchevan », d'après l'une des anciennes régions d'Arménie, le Nakhitchevan, maintenant une exclave de l'Azerbaïdjan. Il constituait à ce moment la plus grande colonie arménienne sur le territoire russe, originaire presque exclusivement de Crimée et du Caucase.
Le 14 novembre 1779, Catherine II promulgue un édit accordant aux Arméniens des privilèges fiscaux, qui ont favorisé l'essor économique rapide de la colonie.
En 1928, le Nor Nakhitchevan est fusionné avec Rostov-sur-le-Don et devient le quartier « Proletarsk » de la ville.

## Personnes associées à la ville
- Raphael Badganian (1830-1892), écrivain arménien ;
- Michael Nalbandian (1839-1866), écrivain arménien ;
- Georges VI Tcheorekdjian (1868-1954), catholicos de l'Église apostolique arménienne ;
- Martiros Sarian (1880-1972), peintre arménien ;
- Simon Vratsian (1882-1969), Premier ministre de la Première République d'Arménie ;
- Sarkis Loukachine (Srabionian) (1883-1937), président du Conseil des commissaires du peuple de l'Arménie soviétique (1922-1925) ;
- Alexandre Miasnikian (1886-1925), président du Conseil des commissaires du peuple de l'Arménie soviétique (1921-1922) ;
- Sergueï Galadjev (1902-1954), général soviétique ;
- Gabriel Arout (1909-1982), écrivain, auteur dramatique ;
- Gevork Vartanian (1924-2012), agent de renseignement soviétique ;
- Ervand Kogbetliantz (1888-1974), mathématicien et géophysicien.